# Dímitra Asilián
Dímitra Asilián (en grec moderne : Δήμητρα Ασιλιάν), née le 10 juillet 1972, est une joueuse de water-polo internationale grecque. Elle remporte la médaille d'argent lors Jeux olympiques d'été de 2004 avec l'équipe de Grèce.

## Palmarès

### En sélection
- Grèce
  - Jeux olympiques :
    - Médaille d'argent : 2004.